# Lophothericles dondoanae
Lophothericles dondoanae är en insektsart som beskrevs av Marius Descamps 1977. Lophothericles dondoanae ingår i släktet Lophothericles och familjen Thericleidae. Inga underarter finns listade i Catalogue of Life.